# Григорий (Лебедев)
Епископ Григорий (в миру Александр Алексеевич Лебедев; 12 (24) ноября 1878, Коломна, Московская губерния — 17 сентября 1937, Калинин) — епископ Русской православной церкви, епископ Шлиссельбургский, викарий Ленинградской епархии.
16 июля 2005 году канонизирован к лику святых Русской православной церковью в лике священномученика.

## Биография

### Юность и учёба
Родился 12 (24) ноября 1878 года в Коломне в семье протоиерея Алексея Михайловича Лебедева и его жены Марии Фёдоровны. У Александра было четверо братьев и три сестры.
В 1885 году лишился матери, воспитывался отцом, которому часто приходилось оставлять детей в монастыре под присмотром монахинь.
Обучался в Коломенском духовном училище. Имея прекрасные способности и старание, он ежегодно получал награды за учёбу и примерное поведение. Окончив с большими успехами духовное училище, поступил в Московскую духовную семинарию, выделяясь и здесь серьёзностью и способностями. Ректор семинарии назначил его уставщиком и канонистом до самого конца обучения.
В свободное от богослужения и учёбы время он совершал дальние прогулки. Летом ежегодно ходил из Москвы в Свято-Троицкую Сергиеву лавру, в Голутвин монастырь в Коломне, а из Коломны в Спасскую мужскую обитель Рязанской епархии.
В 1898 году окончил Московскую духовную семинарию по первому разряду и стал готовиться к вступительным экзаменам в Московскую духовную академию. По благословению отца поступил в послушники в Богородице-Рождественский Бобренев монастырь, где участвовал в чтении и пении во время всех богослужений.
Во время вступительных экзаменов в Московскую духовную академию он выполнил задание, но, считая себя недостаточно подготовленным, прервал испытания и вернулся в Коломну. Вскоре он уехал в Казань и поступил послушником в Спасо-Преображенский мужской монастырь. Александр Лебедев был принят вольнослушателем в Казанскую духовную академию. В 1899 он успешно выдержал вступительные экзамены и стал студентом академии.
В 1903 году окончил Казанскую духовную академию со степенью кандидата богословия с правом преподавания в семинарии и с правом получения степени магистра без нового устного испытания. Был вторым по списку после иеромонаха Симеона (Холмогорова). Был оставлен при академии профессорским стипендиатом.

### Преподаватель
5 августа 1904 года определён преподавателем гомилетики Симбирской духовной семинарии, и с 11 января 1905 года одновременно занимал должность 3-го помощника инспектора духовной семинарии.
В 1907 году переехал в Москву, где преподавал в Кадетском корпусе и в 3-й Московской гимназии, а позже — в Николаевском сиротском институте.
В этот период испытал жизненную драму — он полюбил свою бывшую ученицу, происходившую из купеческой семьи. Однако её родители не дали согласия на брак с учителем. Эта история стала одной из причин, побудивших его принять монашество, к которому он проявлял интерес с молодости.
В 1918 году Сиротский институт был преобразован в 165-ю Московскую трудовую школу, которую Александр Лебедев одно время возглавлял.
В 1919—1920 годы заведовал почтовым сектором Главного лесного комитета.
В конце 1920 года поступил в Смоленскую Зосимову пустынь Владимирской епархии, где незадолго до праздника Рождества Христова епископом Варфоломеем (Ремовым) был пострижен в монахи с именем Григорий. Первые месяцы послушания прошли под руководством старца Митрофана.
Летом 1921 года перешёл в Московский Свято-Данилов монастырь, где его наставником стал епископ Феодор (Поздеевский). Был посвящён в иеродиакона, иеромонаха, а позднее получил сан архимандрита. Как отмечал Константин Мацан, «с самого рождения будущий владыка шёл путём, напрямую связанным с жизнью Церкви, и всё же священническое призвание он почувствует только к сорока годам — когда новые власти уже признали духовенство „классовым врагом“».

### Епископ Шлиссельбургский

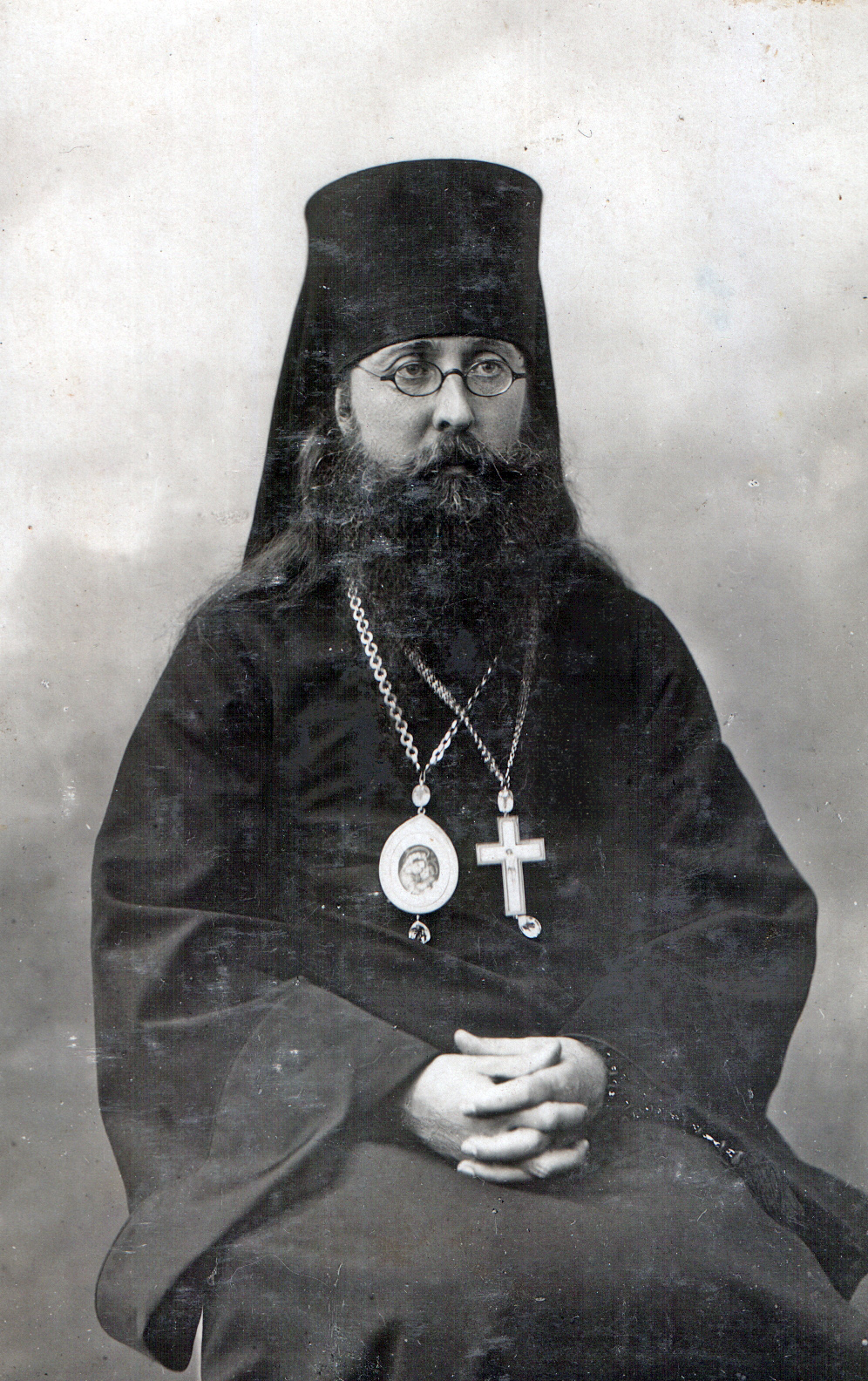

В рапорте от 11 ноября 1923 года епископ Лужский Мануил (Лемешевский) сообщал о решении Александро-Невской лавры 15/28 октября в полном составе войти в общение с патриархом и Православной церковью, но поскольку епископ Петергофский Николай (Ярушевич) находился в изгнании в Усть-Куломе Зырянского края, а возглавлять лавру должен викарный епископ, епископ Мануил просил, «открыв новое викариатство — Шлиссельбургское», возглавить его архимандритом Григорием (Лебедевым) «как достойнейшим и желанным для Петроградской епархии». 14 ноября 1923 года патриарх наложил резолюцию: «открыть Шлиссельбургскую викариальную кафедру, назначить на неё архимандрита Григория и поручить ему временно исполнять обязанности наместника Александро-Невской Лавры. Хиротония и его наречение — в Москве».
2 декабря 1923 года хиротонисан во епископа Шлиссельбургского, викария Петроградской (затем — Ленинградской) епархии, наместник Александро-Невской лавры. Хиротонию возглавил патриарх Тихон, который сопроводил церемонию следующими словами, обращёнными к верующим Петрограда: «Посылаю вам жемчужину».
Будучи наместником Александро-Невской лавры, прежде всего заботился о сохранении традиций монашеского благочестия. По свидетельству современников, епископ Григорий «вдохнул жизнь» в Александро-Невскую лавру; способствовал возвращению в неё многих из братии, с начала обновленческого раскола живших в миру, заботился о сохранении традиций монашеского благочестия. Одним из ближайших его советников и помощников стал духовник обители иеромонах Варнава (Муравьёв), ставший известным впоследствии как Серафим Вырицкий. Обладал даром проповедника, его глубокие по содержанию проповеди внушали веру в победу Божественной правды над злом и получили широкое распространение в рукописных копиях.
С февраля 1924 по декабрь 1925 года входил в епархиальный Совет епископов, возглавлявшийся епископом Кронштадтским Венедиктом (Плотниковым).
В декабре 1924 году арестован как наместник лавры «за неуплату налогов» и «продажу лаврской ризницы». По воспоминаниям протоиерея Михаила Чельцова, «на суде он держал себя неожиданно, к удивлению всех, мужественно, отвечал безбоязненно, но любезно». Получил небольшой срок и был освобождён 17 апреля 1925 года.
В декабре 1925 года после ареста епископа Венедикта стал временным управляющим Ленинградской епархией. Пробыл в данной должности до июня 1926 года.
5 марта 1926 года приговорён Ленинградским губернским судом к году тюрьмы с понижением срока заключения «ввиду первой судимости» до 3 месяцев, зачтённых за счёт предварительного заключения.
При назначении на Ленинградскую кафедру митрополита Иосифа (Петровых) возглавил подготовку торжественных митрополичьих богослужений 11—12 сентября 1926 года в Троицком соборе Александро-Невской лавры в сослужении всего ленинградского епископата.
Вторично арестован 31 марта 1927 года по групповому делу Пастырского училища. Обвинялся по ст. 58/10 в создании кружка «Ревнителей истинного Православия» для «организации массовых выступлений при закрытии по требованию рабочих церквей, при передаче церквей от одного течения другому и т. д.». Освобождён 19 ноября 1927 года под подписку о невыезде. Следственное дело было прекращено через год «за недостаточностью компрометирующего материала».
Критически встретил «Декларацию» митрополита Сергия и Временного патриаршего Священного синода при нём от 29 июля 1927 года. Был идейно близок к иосифлянам, но к ним не присоединился. По словам протоиерея Михаила Чельцова, владыка Григорий «в тиши своей кельи стал настоящим объединителем всех недовольных епископом Николаем (Ярушевичем), митрополитом Сергием и его Синодом — всех ратующих за митрополита Иосифа. Умный и тактичный, он сам как-то не выставлялся, оставался как бы в тени, но всё к нему сводилось и от него исходило».
30 декабря 1927 года назначен временным управляющим Детскосельского викариатства вместо переведённого епископа Сергия (Зенкевича)
Прекратил поминать за богослужением заместителя патриаршего местоблюстителя митрополита Сергия (Страгородского), поминая только патриаршего местоблюстителя митрополита Петра (Полянского), о чём 25 января 1928 года Временным патриаршим Священным синодом ему было вынесено предупреждение, оставленное епископом Григорием без внимания. Отклонил приглашение к сотрудничеству от новоназначенного в митрополита Ленинградского Серафима (Чичагова).
Отправился в Москву для разъяснения заместителю патриаршего местоблюстителя митрополиту Сергию своей позиции. По результатам беседы подал ему заявление об увольнении на покой:

Обращаю к Вам свою сыновнюю просьбу… Мне очень тяжело, глубокочтимый Владыка, огорчить Вас отказом восприять Ваши советы. Наш вчерашний разговор был предметом моего тщательно продумывания, и я пришёл к одному решению: настоящим я повергаю перед Вами просьбу освободить меня от несения обязанностей Вашего наместника по Св. Троицкой Александро-Невской Лавре и снять с меня руководство Шлиссельбургским и Детскосельским викариатством с увольнением на покой. Четыре с половиной года пребывания на служении здесь, четыре с половиной года почти сплошных страданий, выучили меня ходить и определяться только состоянием по совести перед Лицем Божиим. И теперь моя совесть спокойна. Пусть меня судит Господь… Я покидаю Лавру, которой отдал свою душу, где было пролито столько слёз, пережито столько горя, но где вместе с тем осязалась невидимая милосердная рука Божия, где молитвы были от сердца, где обвевало веянием непрестающего единения и любви, и где я отдыхал душой, сливаясь в молитве с сердцами своей паствы, так любящей Лавру. Я покидаю горячо любимый мною клир, всегда воздававший мне не по заслугам — своею преданностью, любовью и послушанием… Пусть простят меня, я буду молить их об этом. Пусть все поймут, что я бессилен сделать что-либо другое. Вот почему покойна моя совесть. Пусть меня судит Господь.

Прошение принято не было, и епископ Григорий вернулся в Ленинград. Занимая независимую позицию по отношению к митрополиту Сергию, но и порицая открыто порвавших с ним епископов и пресвитеров, епископ Григорий своим авторитетом сдерживал переход к иосифлянам значительной части насельников лавры и членов приходских советов храмов обители.

### На покое
В мае 1928 года митрополит Сергий назначил его епископом Феодосийским, викарием Таврической епархии. Расценивая это как форму ссылки, не принял назначения.
5 августа 1928 года совершил последнюю службу в лавре и 29 августа выехал из Ленинграда в Коломну.
С сентября 1931 года жил в Москве, с сентября 1932 года — в посёлке Жаворонки Московской области, с 1933 года — в городе Кашине. Работал над богословскими трудами, в том числе над комментариями к Евангелиям («Евангельские образы»; из них наиболее известна его работа «Благовестие святого евангелиста Марка (духовные размышления)»). Направлял письма своим духовным чадам. Продолжал находиться в оппозиции митрополиту Сергию.
16 апреля 1937 года арестован в Кашине и отправлен в Калининскую тюрьму. Был обвинён в том, что «являлся руководителем контрреволюционной группы фашистско-монархической организации в г. Кашине». Виновным себя не признал, на допросе показал, что «никаких разговоров на политические темы и, в частности, по вопросу отношений советской власти к Церкви, я никогда не имел», «бесед на политические темы не было, так как я не охотник до таких бесед». 13 сентября был приговорён Тройкой Калининского УНКВД к расстрелу и расстрелян через четыре дня.

## Канонизация
Имя епископа Григория было внесено в черновой поимённый список новомучеников и исповедников российских при подготовке канонизации, совершённой РПЦЗ в 1981 году. Однако список новомучеников был издан только в конце 1990-х годов.
16 июля 2005 года Священный Синод Русской православной церкви постановил включить его имя в Собор новомучеников и исповедников Российских XX века.

## Публикации
- Евангельские образы (дневник размышлений над Евангелием. Марка) // Богословские труды. — № 16(1976). — С. 5—32; № 17(1977). — С. 3—84 (напечатаны со значительными, неоговорёнными, сокращениями. Опущенные фрагменты опубликованы: Вестник Русского христианского движения. 1990, № 160. С. 5-32).
- Евангельские образы (Благовестие св. евангелиста Луки), Богословские труды. — № 21 (1080). — С. 170—180.
- Гимн Воскресению Христову // ЖМП. — 1981. — № 5. — С. 35-36.
- Слово в день Св. Пятидесятницы // ЖМП. — 1981. — № 6. — С. 38.
- Проповеди. «Благовестие святого евангелиста Марка» (Духовные размышления). Письма к духовным чадам. — М., 1996.
- Зов Божий. Православное братство святого апостола Иоанна Богослова. — 59 с. — ISBN 978-5-89424-102-9. 2012.

## Семья
- Отец — протоиерей Алексей Михайлович Лебедев (1843—1914), служил в Успенском женском монастыре в Коломне.
- Мать — Мария Фёдоровна, урождённая Остроумова (1850—1885) — дочь священника.

Братья:
- Виктор (1871—1943) — священник Никольской церкви в Хамовниках.
- Николай (1875—1936) — священник кладбищенского храма в Коломне и погиб в сталинском лагере.
- Сергей (1876—1946) — выпускник Московской духовной семинарии, священник в храме на Грузинской улице.
- Константин (1882—1966) — окончил Московскую духовную семинарию, Московскую духовную академию (1912), митрофорный протоиерей. В 1912—1917 служил в церкви женской гимназии в Нижнем Новгороде, в 1918—1930 — в Никольском храме на Трубной площади в Москве. Был арестован, выслан на три года на Север, до 1945 года жил в деревне, работал пчеловодом. Затем был священником в Подмосковье и Москве.

Сёстры:
- Анна (1869—1965).
- Вера, в замужестве Смирнова (1880—1972) — жена протоиерея, расстрелянного в 1937.
- Елена, в замужестве Мансветова (1884—1948) — жена священника.